# Dulichiopsis macera
Dulichiopsis macera is een vlokreeftensoort uit de familie van de Dulichiidae. De wetenschappelijke naam van de soort werd in 1879 voor het eerst geldig gepubliceerd door Georg Ossian Sars.